# Tennistoernooi van Memphis 2007
Het tennistoernooi van Memphis in 2007 werd van 19 tot en met 25 februari 2007 op de hardcourt-binnenbanen van de Racquet Club of Memphis in de Amerikaanse stad Memphis (Tennessee) gespeeld. De officiële naam van het toernooi was Regions Morgan Keegan Championships and the Cellular South Cup.
Het toernooi bestond uit twee delen:
- WTA-toernooi van Memphis 2007, het toernooi voor de vrouwen
- ATP-toernooi van Memphis 2007, het toernooi voor de mannen

ATP-toernooi van Memphis – WTA-toernooi van Memphis

2002 · 2003 · 2004 · 2005 · 2006 · 2007 · 2008 · 2009 · 2010 · 2011 · 2012 · 2013